# کیم جی-سون
کیم جی-سون (انگلیسی: Kim Ji-yoon؛ زادهٔ ۷ فوریهٔ ۱۹۷۶)  بازیکن زن بسکتبال اهل کره جنوبی بود. وی در بازی‌های المپیک تابستانی ۱۹۹۶ و ۲۰۰۰ شرکت کرده‌است.